# Chicago Gaylords
Chicago Gaylords – jeden z najstarszych i najznaczniejszych chicagowskich gangów ulicznych, sprzymierzony z People Nation. Gang został założony przez weteranów II wojny światowej, działał głównie w latach 70. i 80. Większość członków była pochodzenia irlandzkiego, greckiego, włoskiego oraz meksykańskiego.   